# 중국 달 탐사 계획
중국 달 탐사 계획(중국어: 中国探月工程, 병음: Zhōngguó Tànyuè Gōngchéng) 또는 창어 계획(중국어: 嫦娥工程, 병음: Cháng'é Gōngchéng)은 중화인민공화국의 달 탐사 계획이다. 최종 목표는 달에 장기간 체재하면서 탐사하는 것이다. 2003년 3월 1일에 정식으로 시작됐다. 중국 신화에 나오는 달의 여신인 상아의 이름에서 따왔다. 책임자는 예페이젠(葉培建)이다.

## 스케줄
- 2007년 10월 24일 창어 1호 발사 성공(달 탐사)
- 2011년 10월 1일 창어 2호 발사 성공(달 탐사)
- 2013년 창어 3호 발사 예정.(달 착륙)
- 2017년 달 탐사기 발사 예정(달 착륙 후 샘플 채취해 지구 귀환 목표)

### 제 1단계: 궤도 임무
1단계는 두 궤도선으로 이루어졌고, 현재는 완료되었다.
- 창어 1호: 2007년 8월 발사되었다. 추후 탐사선 착륙을 위한 달 전체의 3D 지도를 작성했다.
- 창어 2호: 2010년 10월 발사되었다. 달 전체 지도를 더 상세하게 작성했다.

### 제 2단계: 착륙선/탐사차
2단계는 현재 진행 중이며, 착륙선에 탐사차를 싣고 가 달에서 꺼내는 계획이다.
- 창어 3호: 2013년 12월 발사되었다.
- 창어 4호: 2015년 발사가 예정되어 있었다. 창어 3호의 예비용으로 만들어졌지만, 3호가 성공함에 따라 다음 단계의 실험용 탐사선으로 결정되었다.

### 제 3단계: 표본 회수
마지막 단계는 달의 표면에서 표본을 채취해 지구로 보낸다는 계획이다.
- 창어 5호 T1: 2014년 10월 발사되었다. 달에서 돌아오는 탐사선을 실험하기 위해 발사되었다.
- 창어 5호: 2017년 발사되었다. 약 2 킬로그램의 표본을 지구로 가져왔다.
- 창어 6호: 2020년 발사되었다.

## 같이 보기
- 달 탐사
- 아르테미스 계획